# Benjamin Nzimbi
Benjamin Paul Mwanzia Nzimbi (Contea di Kitui, 1945) è un arcivescovo anglicano keniota, che dal 2002 al 2009 è stato il primate della Chiesa Anglicana del Kenya e il vescovo titolare della diocesi di All Saints Cathedral.

## Biografia
Nato nella contea di Kitui da una famiglia di otto figli che viveva in modeste condizioni economiche, frequentò le scuole primarie a Ithookwe e le scuole secondarie inferiori a Mulutu.
Completò la formazione superiore alla scuola maschile di Kitui, un selettivo istituto di circa 1.200 studenti fondato nel 1908 col nome di Campabell Academye successivamente trasformato nel '48 in un collegio.

Nel medesimo centro ebbero la loro formazione anche il vertice della magistratura kenyota Willy Mutunga (n. 1947), il decimo vice-presidente della repubblica Calonzo Musyoka (n. 1943) e Makau Mutua (n. 1958), decano della scuola forense della Buffalo University di New York.
Dopo essersi laureato in Scienze dell'Educazione alla Kenyatta University di Nairobi, specializzazione nell'insegnamento della religione e della lingua Kishwahili, collaborò come docente al Machakos Teachers Training College, nel quale fu nominato decano degli studenti e responsabile degli studi sociali. Durante tale periodo, ricevette la formazione per essere ordinato al sacerdozio nel 1981, divenendo anche il cappellano dell'istituto.
Lasciato l'insegnamento per dedicarsi al ministero sacerdotale a tempo pieno, nell'84 si iscrisse al Trinity and St. Francis College di Karen, non distante da Nairobi. Nel 1985 fu eletto vescovo della neocostituita diocesi di Machakos, dove, consacrato dall'arcivescovo Festo Olang', prestò le sue cure pastorali per dieci anni. Nel 1995 fu nominato vescovo della nuova diocesi di Kitui.
Il 16 agosto 2002 fu eletto Primate della Chiesa Anglicana del Kenya e vescovo della diocesi di All Saints Cathedral, succedendo all'arcivescovo David Gitari. Il mandato di primate terminò nel 2009, quando il 5 luglio si insediò nella cattedrale di Nairobi il neoletto arcivescovo Eliud Wabukala.
Negli anni dal 2002 al 2009, mons. Nzimbi si oppose alla legittimazione delle ordinazioni di sacerdoti, vescovi e chierici omosessuali non celibi, alla benedizione delle unioni fra persone dello stesso sesso nelle diocesi statunitensi e canadesi della Comunione anglicana, divenendo un esponente di primo piano di spicco del proceso di riallineamento anglicano in quanto già membro del Global South e della Fraternità degli Anglicani Confessanti. Nel 2008, partecipò al Global Anglican Future Conference (GAFCON) di Gerusalemme, durante il quale promosse la creazione della Chiesa anglicana in Nord America entro il giugno del 2009. L'anno seguente fu uno dei primati anglicani a partecipare al rito di costituzione della nuova comunità ecclesiale a Bedford, in Texas.

## Genealogia episcopale
La genealogia episcopale è:
- Vescovo William Barlow
- Arcivescovo Matthew Parker
- Arcivescovo Edmund Grindal
- Arcivescovo Richard Bancroft
- Arcivescovo George Abbot
- Arcivescovo George Montaigne
- Arcivescovo William Laud
- Vescovo Brian Duppa
- Arcivescovo Gilbert Sheldon
- Vescovo Henry Compton
- Arcivescovo William Sancroft
- Vescovo Jonathan Trelawny
- Arcivescovo John Potter
- Arcivescovo Robert Hay Drummond
- Arcivescovo William Markham
- Arcivescovo Edward Venables-Vernon-Harcourt
- Arcivescovo John Bird Sumner
- Vescovo John Jackson
- Arcivescovo Frederick Temple
- Arcivescovo Cosmo Lang
- Arcivescovo William Temple
- Arcivescovo Geoffrey Francis Fisher
- Arcivescovo Festo Olang'
- Arcivescovo Benjamin Nzimbi